# Gertrude di Polonia
Gertrude-Olisava (1025 – Turov, 4 gennaio 1108) è stata una principessa polacca.

## Biografia
Era la figlia del Re Mieszko II di Polonia e della regina Richeza di Lotaringia e nipote dell'imperatore tedesco Ottone II. Nel 1043 sposò Izjaslav I di Kiev con cui ebbe due figli, Yaropolk Iziaslav e Mstislav, ed una figlia, Eupraxia, la quale, successivamente, sposò il principe di Cracovia Mieszko Boleslawowic della dinastia dei Piast. Sviatopolk II di Kiev, spesso riconosciuto come suo figlio,  potrebbe essere nato dalla relazione di Izyaslav con una concubina.
Gertrude aveva ereditato un medievale manoscritto miniato, conosciuto come il Salterio di Egberto o il Salterio di Treviri, creato alla fine dell'XI secolo per l'arcivescovo Egberto di Treviri. Gertrude inserì il suo libro di preghiere all'interno del codice. Nelle preghiere del libro fece inserire sei volte il nome del figlio Yaropolk, unicus filius meus (tradotto come "mio figlio prediletto" o "mio unico figlio").
| Gertrude di Polonia Dinastia Piast Nata: ~ 1025 Morta: 1108 | Gertrude di Polonia Dinastia Piast Nata: ~ 1025 Morta: 1108 | Gertrude di Polonia Dinastia Piast Nata: ~ 1025 Morta: 1108     |
| ----------------------------------------------------------- | ----------------------------------------------------------- | --------------------------------------------------------------- |
| Nuovo Titolo                                                | Principessa Consorte di Turov 1045-1078                     | Succeduta da Cunegonda, figlia di Ottone I, Margravio di Meißen |
| Preceduta da Irina                                          | Grande Principessa Consorte di Rus' 1054–1073               | Succeduta da Cecilia                                            |
| Preceduta da Irina                                          | Grande Principessa Consorte di Kiev 1054–1073               | Succeduta da Cecilia                                            |

## Ascendenza
|                         |                         |                            | Genitori                |  |  | Nonni |  |  | Bisnonni               |  |  | Trisnonni |  |
|                         |                         |                            |                         |  |  |       |  |  | Miecislao I di Polonia |  |  | Siemomysł |  |
|                         |                         |                            |                         |  |  |       |  |  | Miecislao I di Polonia |  |  | Siemomysł |  |
|                         |                         | …                          |                         |  |  |       |  |  | Miecislao I di Polonia |  |  |           |  |
| Boleslao I di Polonia   |                         |                            |                         |  |  |       |  |  | Miecislao I di Polonia |  |  |           |  |
|                         |                         | Dubrawka                   | Boleslao I di Boemia    |  |  |       |  |  |                        |  |  |           |  |
|                         |                         | Dubrawka                   | Boleslao I di Boemia    |  |  |       |  |  |                        |  |  |           |  |
|                         |                         | Dubrawka                   | Biagota                 |  |  |       |  |  |                        |  |  |           |  |
| Miecislao II di Polonia |                         | Dubrawka                   |                         |  |  |       |  |  |                        |  |  |           |  |
|                         |                         | Drobomir di Lusazia        | …                       |  |  |       |  |  |                        |  |  |           |  |
|                         |                         | Drobomir di Lusazia        | …                       |  |  |       |  |  |                        |  |  |           |  |
|                         |                         | Drobomir di Lusazia        | …                       |  |  |       |  |  |                        |  |  |           |  |
| Enmilda di Lusazia      |                         | Drobomir di Lusazia        |                         |  |  |       |  |  |                        |  |  |           |  |
|                         |                         | …                          | …                       |  |  |       |  |  |                        |  |  |           |  |
|                         |                         | …                          | …                       |  |  |       |  |  |                        |  |  |           |  |
|                         |                         | …                          | …                       |  |  |       |  |  |                        |  |  |           |  |
| Gertrude di Polonia     |                         | …                          |                         |  |  |       |  |  |                        |  |  |           |  |
|                         | Ermanno I di Lotaringia | Erenfredo II di Lotaringia |                         |  |  |       |  |  |                        |  |  |           |  |
|                         | Ermanno I di Lotaringia | Erenfredo II di Lotaringia |                         |  |  |       |  |  |                        |  |  |           |  |
|                         | Ermanno I di Lotaringia | Richwara di Zulpichgau     |                         |  |  |       |  |  |                        |  |  |           |  |
| Azzo di Lotaringia      | Ermanno I di Lotaringia |                            |                         |  |  |       |  |  |                        |  |  |           |  |
|                         |                         | Heylwig di Dillingen       | Hucbald II di Dillingen |  |  |       |  |  |                        |  |  |           |  |
|                         |                         | Heylwig di Dillingen       | Hucbald II di Dillingen |  |  |       |  |  |                        |  |  |           |  |
|                         |                         | Heylwig di Dillingen       | Dietbirg di Svevia      |  |  |       |  |  |                        |  |  |           |  |
| Richeza di Lotaringia   |                         | Heylwig di Dillingen       |                         |  |  |       |  |  |                        |  |  |           |  |
|                         |                         | Ottone II di Sassonia      | Ottone I di Sassonia    |  |  |       |  |  |                        |  |  |           |  |
|                         |                         | Ottone II di Sassonia      | Ottone I di Sassonia    |  |  |       |  |  |                        |  |  |           |  |
|                         |                         | Ottone II di Sassonia      | Adelaide di Borgogna    |  |  |       |  |  |                        |  |  |           |  |
| Matilde di Germania     |                         | Ottone II di Sassonia      |                         |  |  |       |  |  |                        |  |  |           |  |
|                         |                         | Teofano                    | Costantino Skleros      |  |  |       |  |  |                        |  |  |           |  |
|                         |                         | Teofano                    | Costantino Skleros      |  |  |       |  |  |                        |  |  |           |  |
|                         |                         | Teofano                    | Sofia Foca              |  |  |       |  |  |                        |  |  |           |  |
|                         |                         | Teofano                    |                         |  |  |       |  |  |                        |  |  |           |  |